# Ешланд (Алабама)
Ешланд (енгл. Ashland) град је у америчкој савезној држави Алабама. По попису становништва из 2010. у њему је живело 2.037 становника.

## Демографија
Према попису становништва из 2010. у граду је живело 2.037 становника, што је 72 (3,7%) становника више него 2000. године.
| Група             | 2000.         | 2010.         |
| Белци             | 1.409 (71,7%) | 1.398 (68,6%) |
| Афроамериканци    | 497 (25,3%)   | 491 (24,1%)   |
| Азијати           | 2 (0,1%)      | 15 (0,7%)     |
| Хиспаноамериканци | 53 (2,7%)     | 117 (5,7%)    |
| Укупно            | 1.965         | 2.037         |

## Знамените личности
- Хјуго Блек — придружени судија Врховног суда САД између 1937. и 1971.
- Боб Рајли — 52. гувернер Алабаме.